# MS Koningsdam
El MS Koningsdam es un crucero de la clase Pinnacle, operado recientemente por Holland America Line (HAL), filial de Carnival Corporation & plc. Koningsdam es el primer buque de la clase Pinnacle de HAL, que incluyen el Nieuw Statendam y Rotterdam, todos construidos por el astillero italiano Fincantieri. Dos años después de que se cortara el primer acero en febrero de 2014 para comenzar la construcción, se entregó a HAL en marzo de 2016 y comenzó a operar el mes siguiente. Con 99.863 toneladas, se convirtió en el barco más grande jamás encargado por HAL en el momento de su entrega.